# Винанинкарена
Винанинкарена (на малгашки: Vinaninkarena) е община (каоминина) в Мадагаскар, провинция Антанариву, регион Вакинанкарача, окръг Анцирабе II. Населението на общината през 2001 година е 10 823 души.

## Населени места
- Амбухипену
- Ампанджучарана
- Андзанамандзака Амбухичайву
- Анкаринумби
- Махайманджи
- Фиакарандава
- Царатанана